# 澤姆良基 (克吉奇夫卡區)
49°11′56″N 35°38′11″E / 49.19889°N 35.63639°E
澤姆良基（烏克蘭語：Землянки），是烏克蘭東部的村莊，隸屬哈爾科夫州的別列斯京區。該村始建於1885年，面積1.34平方公里，海拔高度135米，2001年人口172，人口密度每平方公里128.4人。